# Gael Jean Campbell-Young
Gael Jean Campbell-Young (1973) es una botánica sudafricana, que trabaja en el Herbario Charles Edward Moss, en el Departamento de Botánica, Dto. Animal, Ciencias Ambientales y Vegetales, de la Universidad de Witwatersrand, Sudáfrica.

## Algunas publicaciones
- gael jean Campbell-Young, ben-erik Van Wyk, nicholas Turland. 1999. Proposal to Conserve the Name Spartium capense (Leguminosae) with a Conserved Type. Taxon 48 ( 4): 833-834
- gael jean Campbell-Young, kevin Balkwill. 2008. A new species of Pearsonia (Fabaceae) from dolomites in Northern Province, South Africa. Nordic Journal of Botany 20 (5 ) : 547-555

- La abreviatura «Campb.-Young» se emplea para indicar a Gael Jean Campbell-Young como autoridad en la descripción y clasificación científica de los vegetales.[2]